# Пустынница высокая
Пустынница высокая (лат. Eremogone procera) — вид многолетних травянистых растений семейства Гвоздичные (Caryophyllaceae).

## Ботаническое описание
Многолетнее травянистое растение с прямыми стеблями высотой 15–50 см. 
Прикорневые листья длинные, щетиновидные, собраны в пучки. Край пильчатый. Стеблевые листья шире прикорневых, обычно короче или равны междоузлиям, влагалища 3–5 мм длиной.
Мелкие цветки в количестве 7–12 и до 30 штук собраны в метельчатые соцветия. Цветоножки значительно длиннее чашечки, до 17 мм. Чашелистики 2,5–3,5 мм длиной, с пленчатой каймой, тупые, киль не выражен (отличительный признак некоторых видов). Чашечка в два раза короче лепестков. Лепестки белые, широкояйцевидные, 6–8 мм длиной.
Плод –  широкояйцевидная коробочка.
Хромосомное число 2n = 22, 24, 44 (по синонимичным видам)

## Распространение и экология
Восточноевропейско-сибирский вид. Природный ареал охватывает юго-восточную часть Средней Европы. В России встречается на Европейской части, в черноземной полосе. В более северных регионах - как заносное. Вид включен в ботанический атлас растений Ленинградской области.
Растение встречается в ковыльно-разнотравных и луговых степях, по приречным лугам, на выходах известняка, в борах и по опушкам широколиственных лесов.

## Классификация

### Таксономия
Eremogone procera Rchb., 1841, Icon. Fl. Germ. Helv. 5: 33 
Вид Пустынница высокая относится к роду Пустынница (Eremogone) семейства Гвоздичные (Caryophyllaceae) порядка Гвоздичноцветные (Caryophyllales). Кладограмма в соответствии с Системой APG IV по состоянию на декабрь 2023 года:
|  |                                      |  |                                   |                                   |                      |  | ещё 40 семейств | ещё 40 семейств |                    |  |  |  | еще 70 подтвержденных видов и 7 видов, ожидающих подтверждения |
|  |                                      |  |                                   |                                   |                      |  | ещё 40 семейств | ещё 40 семейств |                    |  |  |  | еще 70 подтвержденных видов и 7 видов, ожидающих подтверждения |
|  |                                      |  |                                   | порядок Гвоздичноцветные          |                      |  |                 |                 | род Пустынница     |  |  |  |                                                                |
|  |                                      |  |                                   | порядок Гвоздичноцветные          |                      |  |                 |                 | род Пустынница     |  |  |  |                                                                |
|  | отдел Цветковые, или Покрытосеменные |  |                                   |                                   | семейство Гвоздичные |  |                 |                 | Пустынница высокая |  |  |  |                                                                |
|  | отдел Цветковые, или Покрытосеменные |  |                                   |                                   | семейство Гвоздичные |  |                 |                 |                    |  |  |  |                                                                |
|  |                                      |  | ещё 63 порядка цветковых растений | ещё 63 порядка цветковых растений |                      |  |                 | еще 97 родов    | еще 97 родов       |  |  |  |                                                                |
|  |                                      |  |                                   | ещё 63 порядка цветковых растений |                      |  |                 |                 | еще 97 родов       |  |  |  |                                                                |

### Синонимы
- Arenaria filifolia M.Bieb.
- Arenaria koriniana Fisch. ex Ledeb.
- Arenaria koriniana Fisch. ex Fenzl
- Arenaria micradenia P.A.Smirn.
- Arenaria preslii Nyman
- Arenaria procera Spreng.
- Arenaria procera Spreng. ex Hornem.
- Arenaria ucranica Spreng.
- Eremogone koriniana (Fisch. ex Fenzl) Ikonn.
- Eremogone micradenia (P.A.Smirn.) Ikonn.
- Eremogone micrantha Schur